# Konradsburg

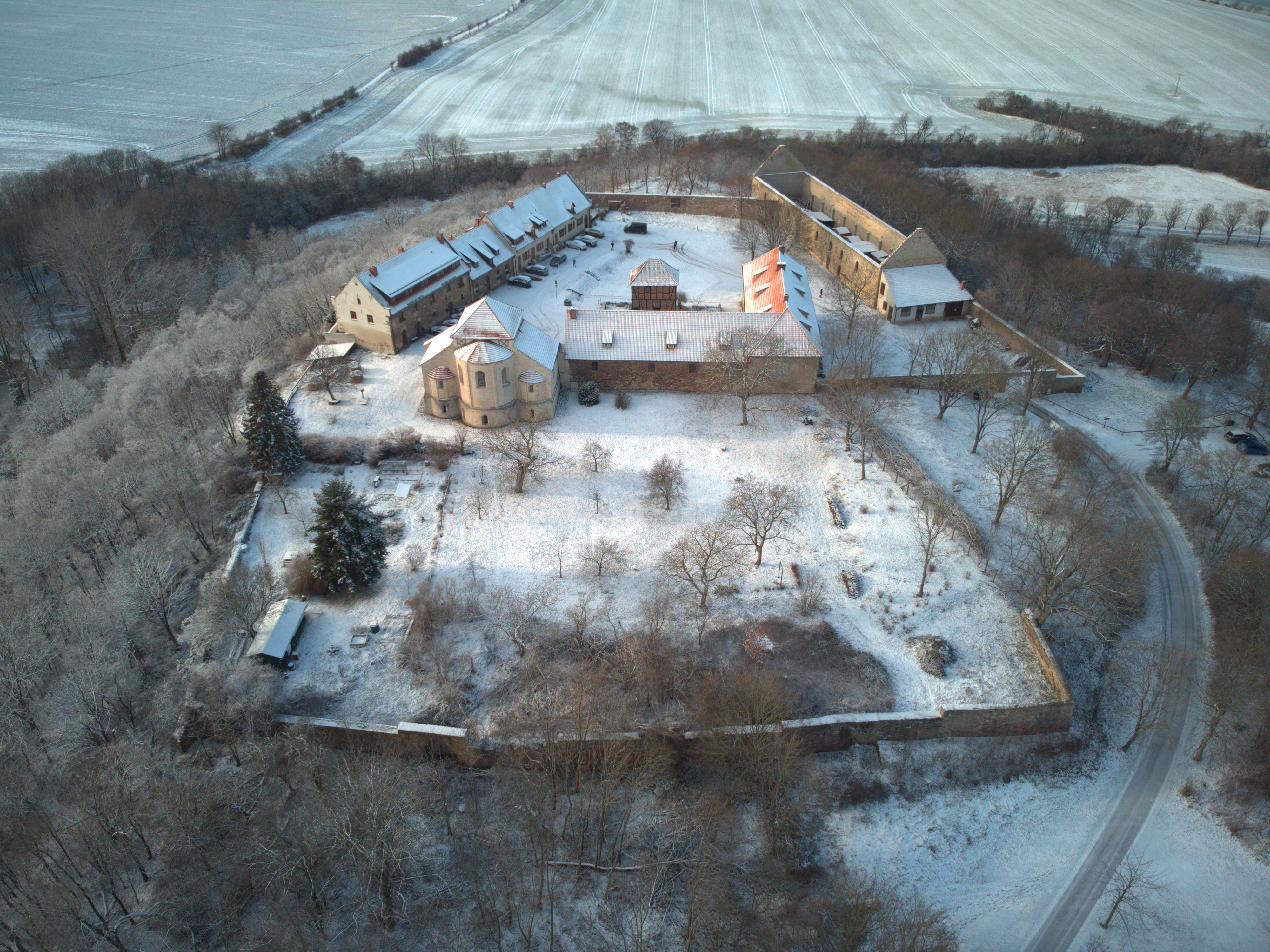
Konradsburg im Luftbild von Osten

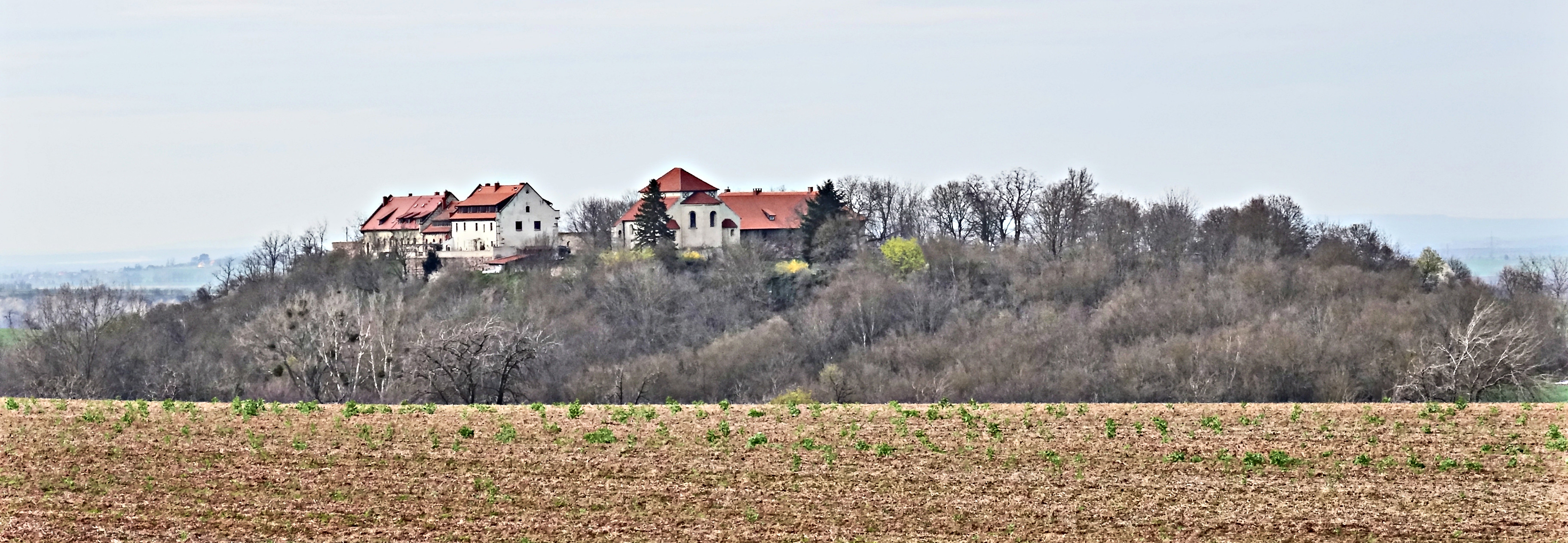
Konradsburg von Südosten

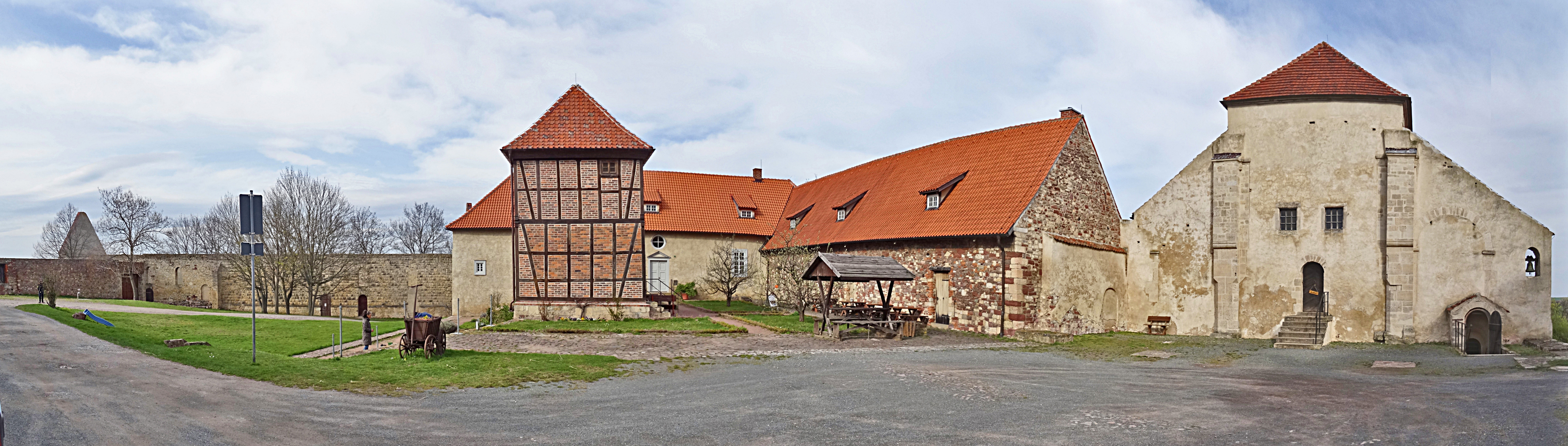
Panorama der Burg- und Klosteranlage 2024

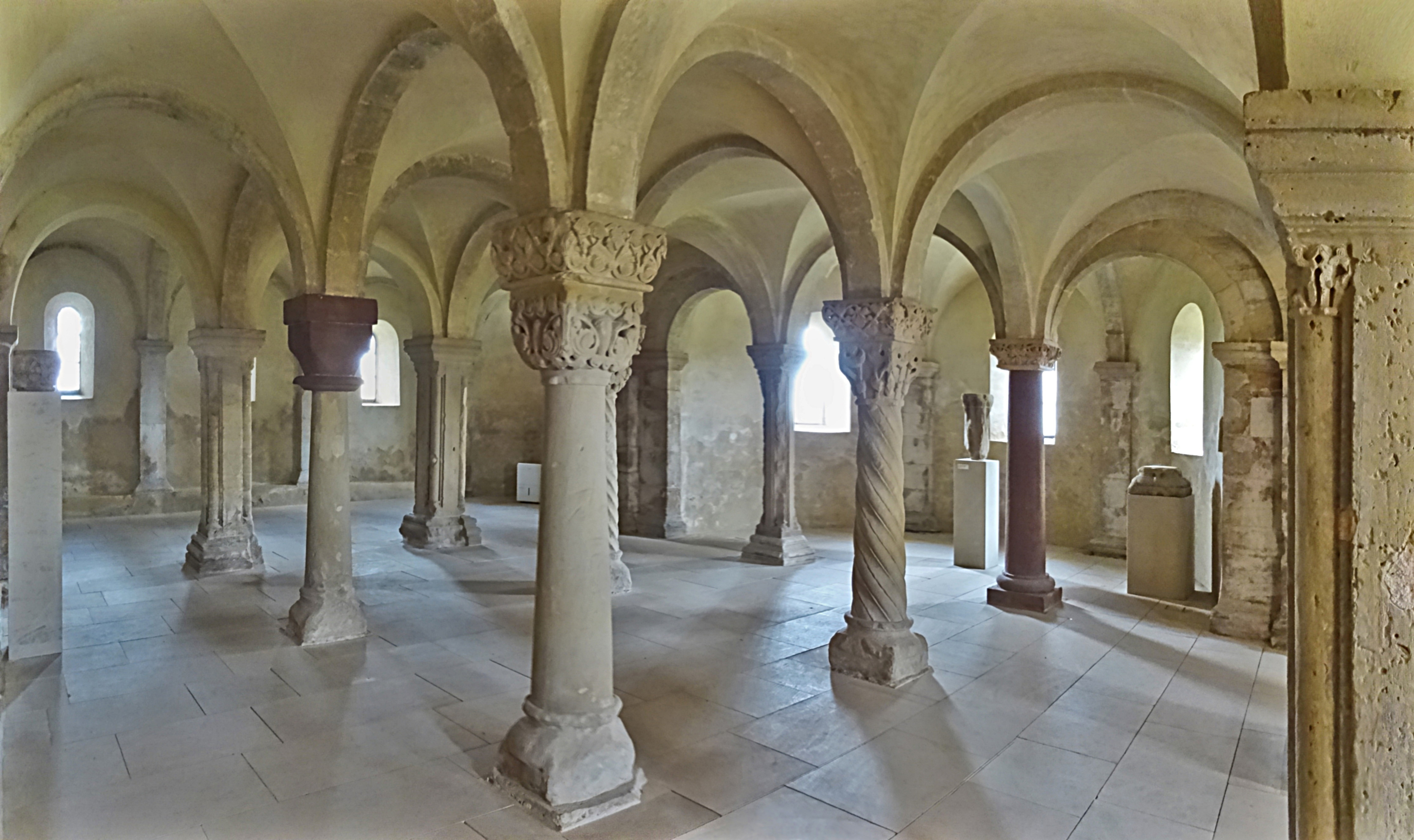
Krypta der ehemaligen Klosterkirche

Die erstmals 1021 erwähnte Konradsburg ist eine Burg bei Ermsleben im Landkreis Harz in Sachsen-Anhalt.
Sie wurde zum Schutze des Reichsgutes Harz errichtet. Allerdings erinnern weder Wehrtürme noch ein Bergfried oder Palas an eine wehrhafte Burganlage. Die Burg wird von der Kulturstiftung Sachsen-Anhalt als Eigentümer verwaltet.

## Geographische Lage
Die Höhenburg liegt direkt nordöstlich des Mittelgebirges Harz im Naturpark Harz/Sachsen-Anhalt. Sie befindet sich etwa sechs Kilometer westlich von Aschersleben und etwa zwei Kilometer südlich vom Falkensteiner Ortsteil Ermsleben auf dem 236,2 m ü. NHN hohen Burgberg. Südlich unterhalb der Burg liegt am kleinen Bach Liethe die Ansiedlung Burggrund mit dem auf 198,3 m gelegenen Burgteich Konradsburg.
Die Konradsburg ist als Nr. 201 in das System der Stempelstellen der Harzer Wandernadel einbezogen und eine Station an der Straße der Romanik.

## Geschichte

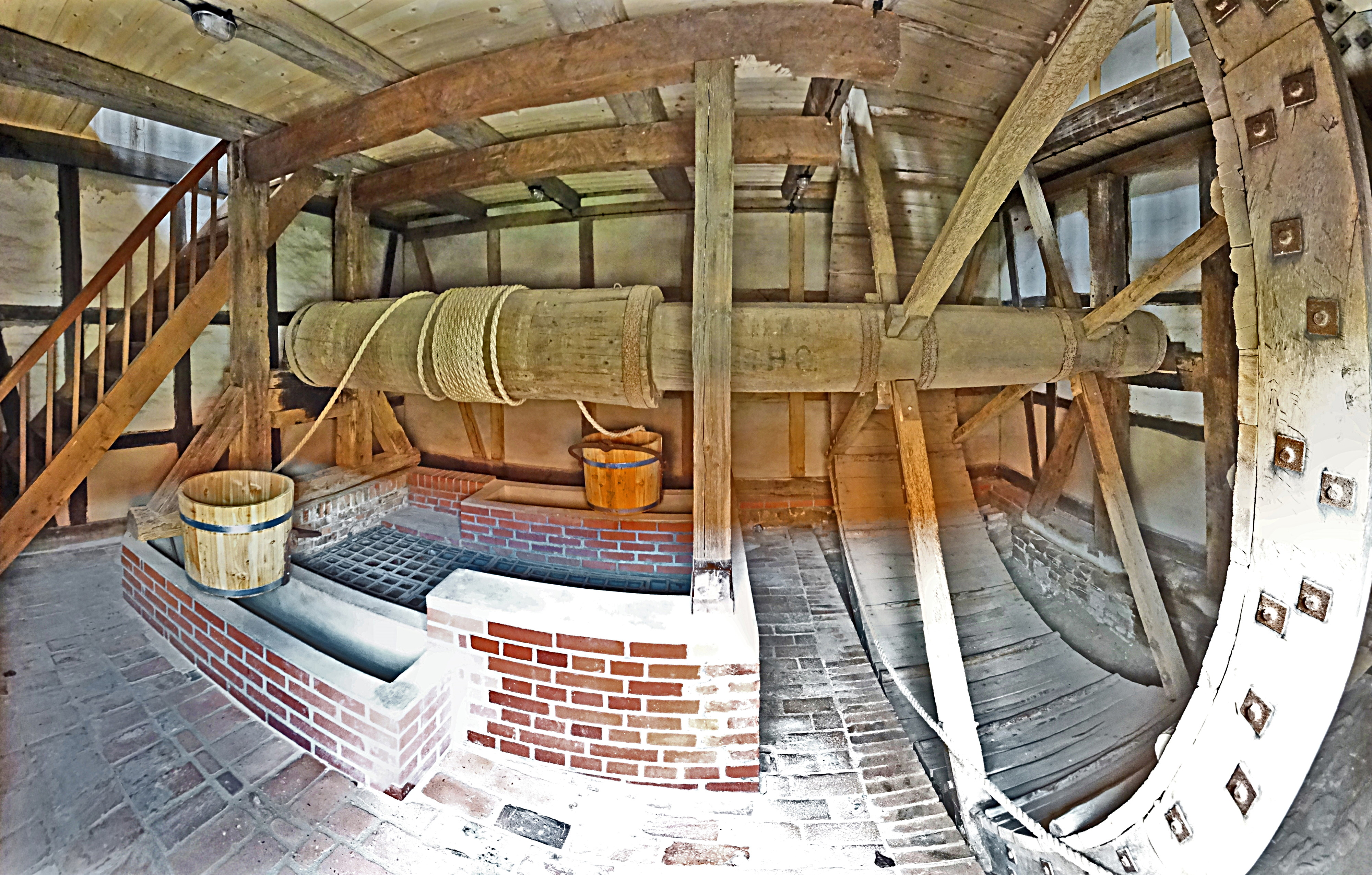
Brunnenhaus mit Laufradhaspel

### Benediktinerabtei und Kartäuserkloster
Nach 1120 verließen die Konradsburger den etwa drei Kilometer südlich von Ermsleben und etwa acht Kilometer westlich von Aschersleben gelegenen Bergsporn, errichteten im Selketal die Burg Falkenstein und nannten sich ab 1142 nur noch Falkensteiner. Auf der Konradsburg wurde ein Stift der Augustiner-Chorherren gegründet, das bereits 1133 in ein Benediktinerkloster umgewandelt wurde. Es blieb für die folgenden Jahrhunderte ein geistiges und wirtschaftliches Zentrum des Umlandes. Es heißt, dass die Umwandlung der Burg in ein Kloster eine Sühneleistung für den von Egeno II. von Konradsburg um 1080 an dem Grafen Adalbert II. von Ballenstedt begangenen Mord gewesen sei.
Im Jahr 1477 übernahmen Kartäuser die Abtei als Domus Beatae Mariae Annuntiatae in Monte S. Sixti. Im Verlauf des Bauernkriegs wurde das Kloster 1525 niedergebrannt. Die Mönche gaben es im Jahre 1526 auf. 1530 übergab Kardinal Albrecht von Brandenburg, Erzbischof von Mainz und Magdeburg und katholischer Administrator des Bistums Halberstadt, die Kartause und ihren Güterbesitz dem Domkapitel von Halle.

### Domäne
1712 wurde die Konradsburg einer landwirtschaftlichen Nutzung (Domäne bis 1945) zugeführt. Im Zentrum des einstigen Kreuzganges steht das Brunnenhaus, ein zweigeschossiger Fachwerkbau, der vermutlich aus dem 18. Jahrhundert stammt. Darin befindet sich der über 45 m tiefe, wahrscheinlich klosterzeitliche Brunnen mit seiner technischen Schauanlage – einem Eselstretrad. Die übrigen Gebäude entstanden im 18. und 19. Jahrhundert zu wirtschaftlichen Zwecken.

### Nach 1945
Nach 1945 setzte eine kurze landwirtschaftliche Nutzung durch Einzelbauern ein. Bemühungen der Stadt Ermsleben und der katholischen Kirche Aschersleben konnten, unter damaligen Bedingungen, eine zunehmende Bestandsgefährdung und Verwahrlosung der Konradsburg in den 1970er Jahren nicht verhindern. Ein rapider Verfall prägte das Bild der Konradsburg.

## Bauwerke

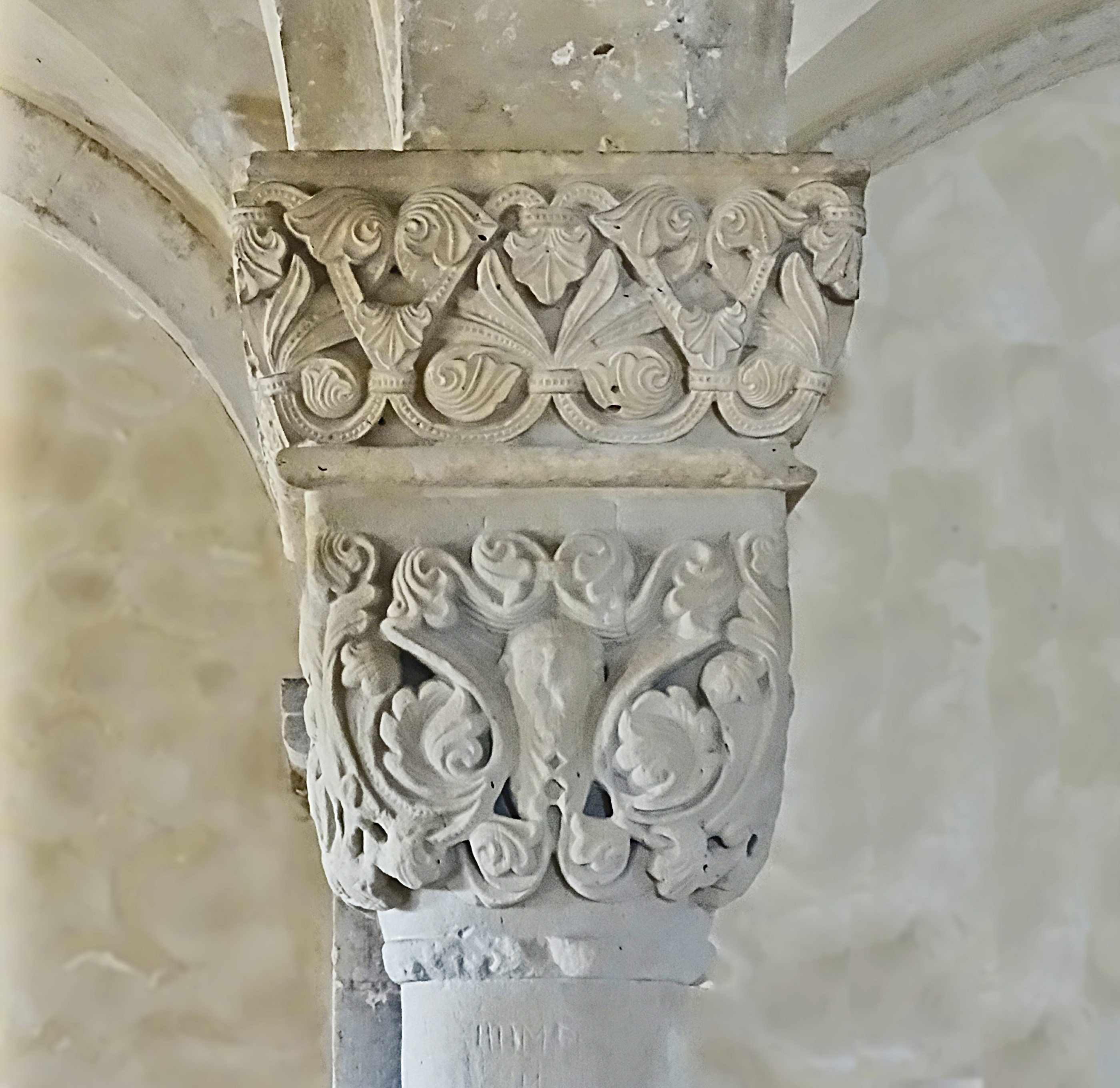
Kapitell mit Blattmaske und Kämpfer mit Blattstengelornamentik, vermutlich französisch-rheinischer Einfluss

Bauliche und ergrabene Reste belegen das Ausmaß des ehemaligen Klosters. Von der dreischiffigen, romanischen Basilika sind heute der hohe Chor und die darunterliegende Krypta erhalten geblieben. Der Chorraum vermittelt, trotz seiner Schlichtheit, eindrucksvoll die Größe der einstigen Basilika. Die Krypta ist eine fünfschiffige, kreuzgratgewölbte Halle, getragen von Säulen und Pfeilern. Kapitelle und Kämpfer, ausgestattet mit einer vielfältig beeinflussten Bauzier (zum Beispiel rheinisch-französisch) geben Zeugnis der Baukunst um 1200. Die an die Kirche angrenzende Bebauung lässt in den Grundzügen noch Ost- und Nordflügel des Klausurbereiches erkennen.

## Förderkreis Konradsburg
Seit 1982 engagieren sich junge Menschen auf der Konradsburg, 1984 bis 1988 unterstützt von Studenten der Kunstwissenschaftlichen Fakultät der Humboldt-Universität Berlin. Der Verfall der Anlage konnte gestoppt und ein Teil der Öffentlichkeit zugänglich gemacht werden. Am 1. Juni 1990 gründete die Initiative den Förderkreis Konradsburg e. V., der die Burganlage bewirtschaftet. In den Folgejahren wurden außerdem mehrere gefährdete Baudenkmale in der näheren Umgebung durch den Verein übernommen, saniert und genutzt, so die Turmwindmühle Endorf, die Alte Ziegelei Wieserode und das Forsthaus Friedrichshohenberg. 1994 wurde der Verein von der UNESCO in das Projekt „Schätze der Welt“ aufgenommen. Zwischen 2001 und 2009 betrieb der Verein einen Schäfereibetrieb am Fuße der Burg. 2020 erhielt der Verein den Großen Denkmalpreis der Stiftung der Deutschen Burgenvereinigung, der pandemiebedingt erst am 7. Mai 2022 in einem Festakt auf der Konradsburg übergeben werden konnte.